# Канфари, Энрико
Энрико Франческо Пио Канфари (итал. Enrico Francesco Pio Canfari; 16 апреля 1877, Генуя — 22 октября 1915, Монте Сан-Микеле, близ Изонцо) — итальянский футболист, защитник и полузащитник. Футбольный арбитр. Один из 30-ти основателей одного из самых титулованных клубов мира, туринского «Ювентуса». Второй президент «Ювентуса» (с 1898 по 1901 год). Брат Эудженио Канфари, первого президента «Юве». Во время основания клуба был студентом лицея Массимо де Адзельо. Выступал за клубы «Ювентус» и «Милан». 

## Карьера
Канфари — сын владельца магазина-цеха по продаже и ремонту велосипедов на улице Корсо де Умберто 42. Первоначально он, с братом занимался гимнастикой и велосипедом, но затем полюбил футбол. Он, со своими товарищами по колледжу, основали клуб «Ювентус».
Канфари начал выступления в клубе «Ювентус». Первый матч он сыграл 11 марта 1900 года против «Торинезе», в котором «Ювентус» проиграл 0:1. Последнюю игру провёл 20 апреля 1903 года против «Дженоа» (поражение «Ювентуса» 0:3). с 1898 по 1901 год Канфари работал президентом «Ювентуса». В 1903 году Канфари ушёл в «Милан». Там он работал на должности вице-президента, а затем вновь стал на месяц футболистом. 6 марта 1904 года Канфари дебютировал в составе «Милана» в матче с «Андреа Дориа», выигранном «россонери» 1:0. Последний матч провёл 20 марта того же года против своего бывшего клуба, «Ювентуса», в котором «Милан» проиграл 0:3.
С 1913 по 1914 год Канфари работал футбольным арбитром. А затем отправился на фронт. Там он служил в звании капитана пехотного батальона. В 1915 году Канфари погиб в третьей битве при Изонцо.